# Orrmyrtjärnen, Lappland
Orrmyrtjärnen är en sjö i Malå kommun i Lappland och ingår i Skellefteälvens huvudavrinningsområde. Sjön har en area på 0,173 kvadratkilometer och ligger 376 meter över havet.

## Delavrinningsområde
Orrmyrtjärnen ingår i det delavrinningsområde (724834-164127) som SMHI kallar för Mynnar i Viseljaure. Medelhöjden är 388 meter över havet och ytan är 8,8 kvadratkilometer. Det finns inga avrinningsområden uppströms utan avrinningsområdet är högsta punkten. Vattendraget som avvattnar avrinningsområdet har biflödesordning 3, vilket innebär att vattnet flödar genom totalt 3 vattendrag innan det når havet efter 150 kilometer. Avrinningsområdet består mestadels av skog (63 procent) och sankmarker (29 procent). Avrinningsområdet har 0,31 kvadratkilometer vattenytor vilket ger det en sjöprocent på 3,5 procent.